# Paderno (azienda)
Paderno è un marchio italiano di pentolame e articoli per la cucina. L'azienda, fondata nel 1925, è parte del gruppo Sambonet Paderno Industrie.

## Storia
Paderno viene fondata nel 1925 presso Paderno Dugnano, e si dedica alla produzione di pentole in alluminio per il settore casalingo.
Durante gli anni settanta i fratelli imprenditori Pierluigi e Franco Coppo rilevano la società allora in liquidazione, facendo costruire una nuova sede e migliorando gli standard di produzione e qualitativi. Garantendo un'ampia e variegata offerta, l'azienda viene rilanciata ed emerge nel mercato alberghiero.
Nel 1997 Paderno acquisisce l'azienda di posateria Sambonet, e nel 2001 le due società si trasferiscono nella sede di Orfengo, vicino a Novara, fondando nel 2004 il gruppo Sambonet Paderno Industrie, con il quale acquisirà inoltre la tedesca Rosenthal.
Sul mercato statunitense il marchio è distribuito come Paderno World Cuisine.